# 39 av. J.-C.
Cette page concerne l'année 39 av. J.-C. du calendrier julien.

## Climat
Dans l'hémisphère nord, l'intense explosion du volcan Okmok (îles Aléoutiennes, en Alaska) en –43 fut à l'origine d'une forte dissémination de téphras dans la haute atmosphère, qui en fut obscurcie et acidifiée. Les téphras issus de cette éruption ont mis environ deux ans et demi à retomber au sol,. 
Cet évènement a modifié le climat de l'hémisphère nord, faisant de la décennie –43 à –33 l'une des plus froides des 2 500 dernières années (2 °C de moins que la moyenne et jusqu'à 7°C de moins en zone méditerranéenne les deux ans qui ont suivi l'éruption). 
Les sources de l'époque citent en zone méditerranéenne un climat inhabituel dès -43, et les données géo-climatiques ont récemment montré que l'an 43 et l'an 42 avant notre ère ont été parmi les années les plus froides des derniers millénaires pour l'hémisphère nord. Elles furent l'une des causes de crises sociales et agricoles qui ont joué un rôle dans la fin de la République romaine et du Royaume ptolémaïque, qui ont été suivis de l'apparition de l'Empire romain.

## Événements
- 1er janvier : début à Rome du consulat de Caius Calvisius Sabinus et de Lucius Marcius Censorinus[3]. Suffects : Gaius Cocceius Balbus et Publius Alfenus Varus.
  - Révolte sicilienne : Sextus Pompée, qui contrôle le détroit de Messine, bloque avec sa flotte le ravitaillement de Rome en blé, et accueille les proscrits. Octavien et Marc Antoine doivent négocier[3].
- Été : 
  - Pacte de Misène : Octavien et Antoine concèdent à Sextus Pompée la domination de la Sicile, de la Corse et de la Sardaigne, ainsi qu’une promesse de lui donner l’Achaïe et le consulat, contre le déblocage du ravitaillement de Rome[4].
  - Campagne de Ventidius contre Quintus Labienus. Probablement pendant l’hiver 40-39 av. J.-C.[5], Antoine envoie en Syrie une armée commandée par Publius Ventidius Bassus, qui chasse Labienus du Taurus puis le bat dans une bataille décisive durant l’été. Labienus est plus tard capturé et mis à mort. Le même été, Ventidius conquiert la Cilicie jusqu'à l’Amanus, bat Phranipates, principal lieutenant de Pacorus Ier. L’année suivante, il attire Pacorus Ier dans un guet-apens où le jeune prince trouve la mort. La Syrie est reprise par les Romains[6].

- Octavien en Gaule. Il échappe de peu à un complot gaulois lors du franchissement des Alpes[7]. Il confie le gouvernement de la province à Agrippa, qui soumet les Aquitains révoltés, combat les Belges et les Germains, traverse le Rhin (39-38 av. J.-C.)[8].
- Asinius Pollion, homme politique romain, fonde sur l’Aventin la première bibliothèque publique[9].

## Naissances
- Octobre : Julia, fille de Caïus Julius Caesar Octavianus, futur empereur Auguste, et de sa seconde épouse Scribonia, qui fut répudiée juste après la naissance de sa fille.
- Automne : Antonia Major, fille aînée de Marc-Antoine et d'Octavie[3].

## Décès
- Quintus Labienus, général romain.